# Iroji-Tiefseeberg
Der Iroji-Tiefseeberg (englisch Iroji Seamount) ist ein Tiefseeberg im westlichen Pazifik auf dem Tiefseerücken der Gilbertinseln etwa 40 km nordöstlich des Tamana-Atolls. Im Südosten ist Arorae (ca. 60 km) das nächste Atoll und nördlich liegen Onotoa sowie der Tiefseeberg Mauga Povi Hill.
Der Gipfel liegt in einer Tiefe von 1580 m.